# Uvariopsis congensis
Uvariopsis congensis là loài thực vật có hoa thuộc họ Na. Loài này được Robyns & Ghesq. miêu tả khoa học đầu tiên năm 1933.